# Příběh Wendella Bakera
Příběh Wendella Bakera (orig. The Wendell Baker Story) je americký film z roku 2005, režisérský debut herce Lukea Wilsona a jeho bratra Andrewa Wilsona. Hlavní roli Wendella Bakera, bývalého podvodníka, nyní pracovníka v domově důchodců, ztvárnil Luke Wilson, který napsal také scénář. Lukeův druhý bratr Owen Wilson si zahrál vedoucího domova.

## Děj
Wendell Baker se spolu se svým přítelem Reyesem Moralesem podílí na různých drobných podvodech jako je např. padělání řidičských průkazů. Dopadne ho ale policie a je odsouzen. Pobyt ve vězení ale Wendell vnímá pouze jako další dobrodružství, a proto se s ním rozejde jeho přítelkyně Doreen.
Po podmínečném propuštění začne Wendell pracovat v domově důchodců, který vede Neil King. Ten se spolu se svým podřízenými chová hrubě ke svým klientům. Spolu s McTeaguem má v plánu na Wendella svést případné nesrovnalosti v domově. Vyjde najevo, že King vystavuje falešné úmrtní listy a tyto "mrtvé" pak posílá jako pracovní sílu na farmu své matky. Wendell se tedy rozhodne spolu s klienty domova Skipem, Boydem a Nasherem ostatní osvobodit. Nasherovým letadlem je z farmy zachrání.
Pak všichni připraví léčku na Kinga a McTeaguea. Nechají je samotné na silnici, kam později přijedou mladá děvčata, která je začnou svádět. Wendell potom zavolá policii a oznámí jí, že na té silnici jsou dva muži s nezletilými děvčaty a dělají "podivné věci". Policie pak Kinga a McTeaguea zadrží.
Vyjde najevo, že Nasher je ve skutečnosti milionář, který se v posledních letech schovává po různých domovech důchodců. Přes svého právníka pověří Wendella vedením svých lázní, zaměstnání tam dostanou i Skip, Boyd a McTeague. Film končí scénou, v níž Boyd doveze do lázní Doreen, která se k Wendellovi vrátí.

## Obsazení
| Luke Wilson        | Wendell Baker   |
| Eva Mendes         | Doreen          |
| Jacob Vargas       | Reyes Morales   |
| Owen Wilson        | Neil King       |
| Harry Dean Stanton | Skip Summers    |
| Kris Kristofferson | L. R. Nasher    |
| Seymour Cassel     | Boyd Fullbright |
| Eddie Griffin      | McTeague        |
| Will Ferrell       | Dave            |
| Jo Harvey Allen    | Wanda Kingová   |